# حاجز بيت حانون

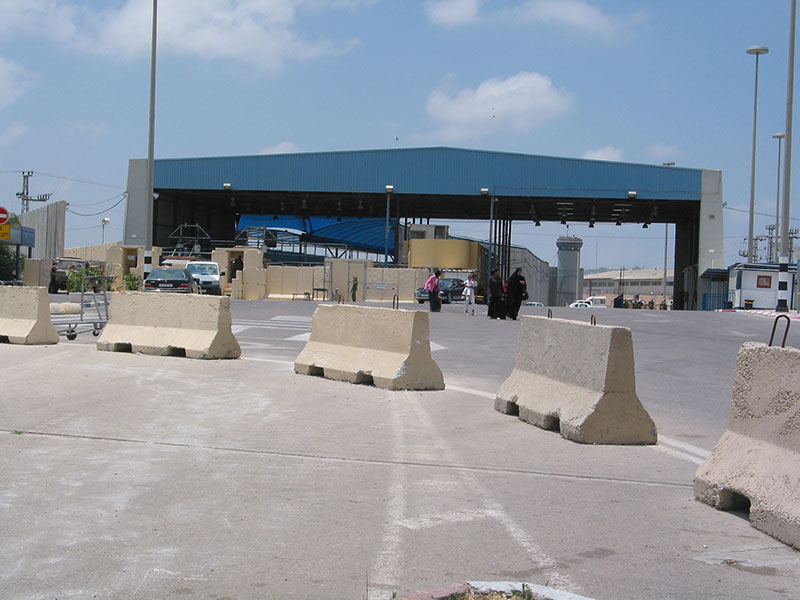
معبر بيت حانون

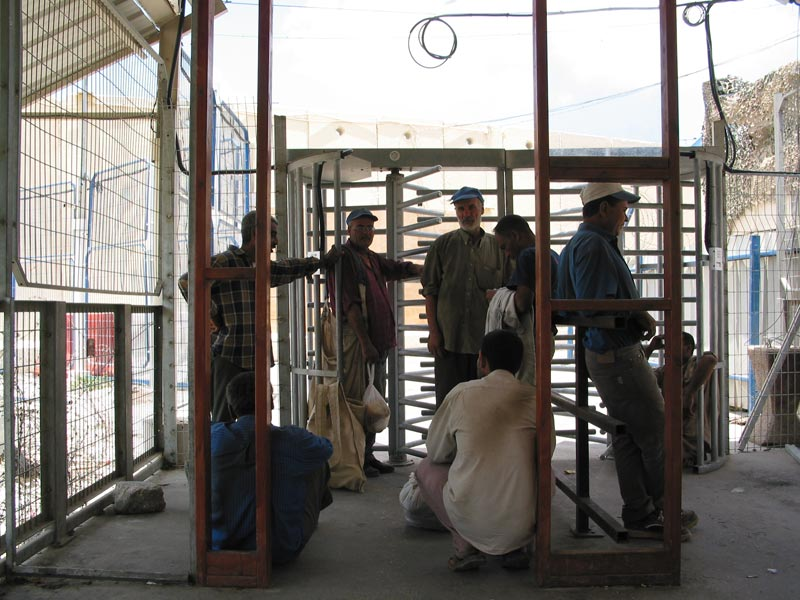
يعاني الفلسطينيون من الإجراءات الأمنية الإسرائيلية على الحاجز

معبر بيت حانون أو معبر ايرز (بالعبرية:מעבר ארז) معبر يقع في أقصى شمال قطاع غزة بين غزة وإسرائيل، وهو مخصص للمشاة والحمولات وهو تحت السيطرة الإسرائيلية الكاملة، ويستخدم حالياً لنقل المرضى والمصابين للعلاج في الأردن أو إسرائيل أو الضفة الغربية، يعبر من خلاله الدبلوماسيين والبعثات الاجنبية والصحفيين والعمال والتجار الفلسطينيين وغيرهم ممن يملكون تصريح للعبور إلى إسرائيل.
تغلقه السلطات الإسرائيلية من فترة إلى أخرى.

## في الانتفاضة الثانية
حدثت عدة أحداث في الانتفاضة الثانية ارتبطت في المعبر، منها قيام ريم الرياشي وهي استشهادية فلسطينية فجرت نفسها على المعبر وقتلت عدة صهاينة.